# Cartierheide
De Cartierheide (uitspraak: 'kartjeeheide' [kɑrˈtjeːˌɦɛidə]) is een natuurgebied dat deel uitmaakt van het Natuurgebied De Kempen en dat zich bevindt in de Nederlandse gemeente Bladel. Het gebied is 172 ha groot en ligt op 3 km afstand van de Belgische grens, ingeklemd tussen de weg van Eersel naar Postel en de snelweg A67/E34 ter hoogte van Hapert.

## Etymologie

Baron Emile-Ernest de Cartier de Marchienne was van eind 19e eeuw tot 1932 eigenaar van de heide.

De naam van het gebied is ontleend aan de Belgische diplomaat Emile-Ernest de Cartier de Marchienne. Zijn vader, jhr. Paul-Emile de Cartier de Marchienne, kocht in 1863 het nabij deze heide gelegen Duizels Hof en kwam later in handen van zijn zoon. Emile-Ernest de Cartier de Marchienne werd later de eigenaar van de heide en gebruikte deze onder andere als
jachtterrein.

## Geschiedenis

### Prehistorie
Door archeologische opgravingen in het zuiden van het gebied is vastgesteld dat de heide al bewoond werd in de late bronstijd, ook wel de urnenveldencultuur genoemd. Bij deze opgraving werden sporen van prehistorische bewoning en vuursteenartefacten aangetroffen. Daarnaast zijn er verspreid over het gebied meerdere ontdekkingen die dateren uit de ijzertijd. Hierbij zijn een aantal urnenvelden gevonden en aanwijzingen die duiden op een nederzetting. In deze periode werd het gebied bewoond door de Eburonen. De locaties van deze ontdekkingen zijn inmiddels aangemerkt als archeologische rijksmonumenten.

### Gehucht De Pan

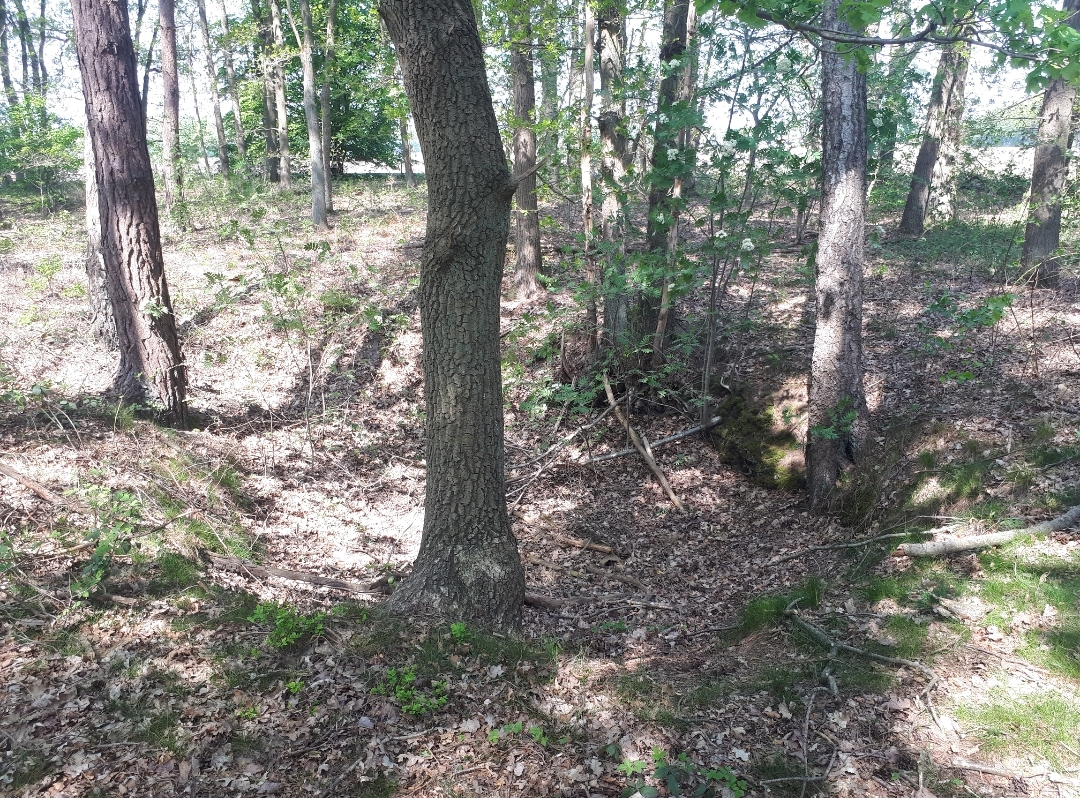
De oude drenkplaats, een van de weinige restanten van Herberg De Pan.

Van oorsprong bestond het landschap uit uitgestrekte heidegebied met onder andere vennen, moerassen, stuifduinen en hoogveen. Al vanaf de 14e eeuw werd het gebied bewoond door de inwoners van het Hapertse gehucht De Pan, die hun boerderijen en landbouwenclaves te midden van de grote open heidegebieden bouwden. Het gehucht lag een aantal honderden meters ten zuiden van de huidige buurtschap De Pan. Tot halverwege de 19e eeuw werd de heide intensief geplagd voor de bemesting van de akkers. De boeren lieten hun kuddes koeien en schapen de heidegrond bemesten om zo de vruchtbaarheid te verhogen. Naast de beweiding, het plaggen en de akkerbouw, gebruikte de bewoners van De Pan het gebied ook voor bosaanplant en hakhout, leem-, veen-, en zandwinningen, de jacht en viskwekerij.
Het heidegebied kende ook drie wijers, die in het bezit waren van de Abdij van Postel, en waarvan er twee gebruikt mochten worden door de bewoners van De Pan. De wijers bestonden uit: Het Groot Pannengoor, Panne weijer en De Eerselse weijer, die allen met elkaar verbonden waren via het Dalemstroompje. Aangezien de paters het alleenrecht hadden over de laatst genoemde wijer, mochten de bewoners van De Pan hier geen gebruik van maken. De oudste vermelding over een van de wijers dateert uit 1741, toen er een grensgeschil was tussen Eersel en Hapert.

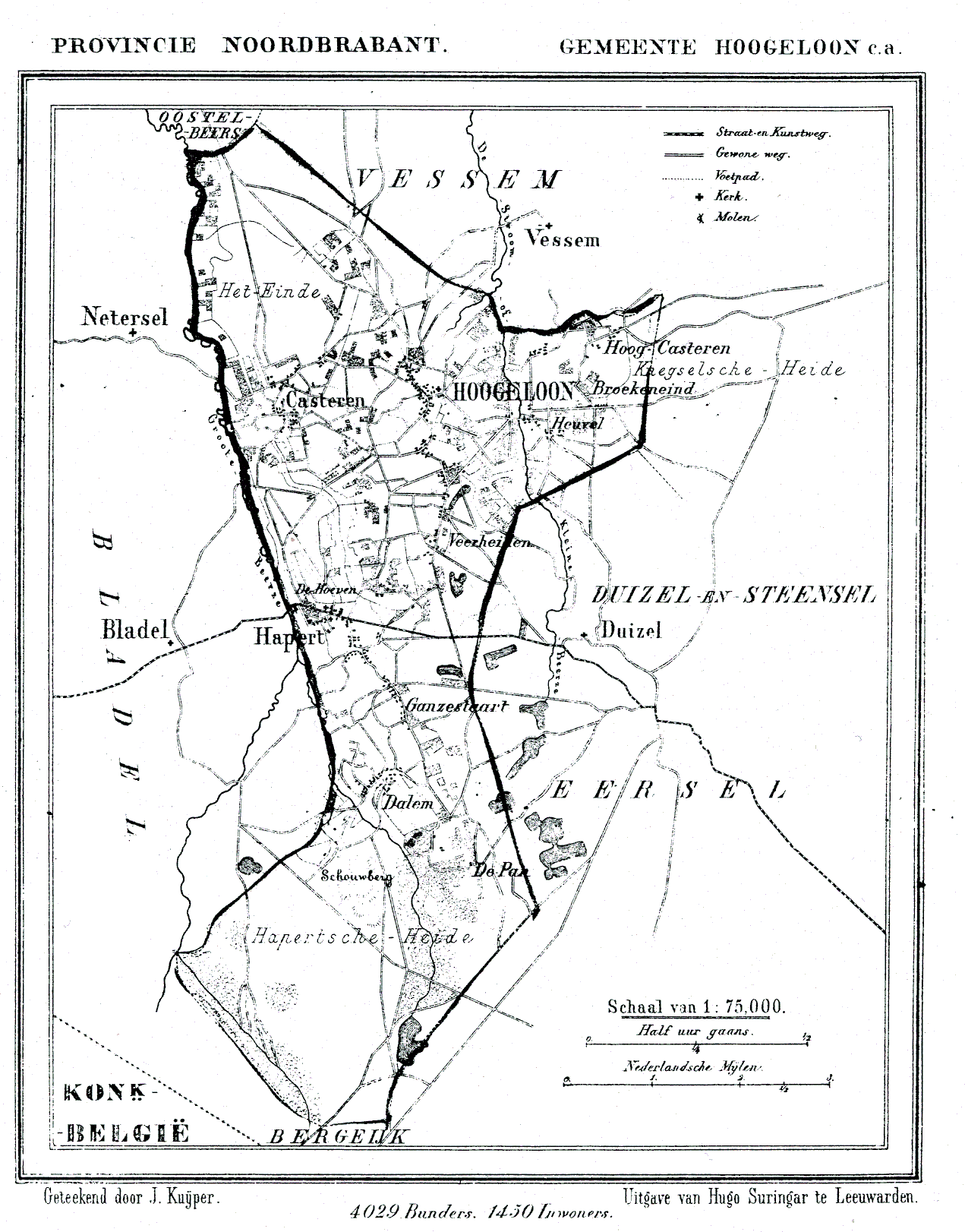
Kaart van de gemeente Hoogeloon c.a. in 1867, waarbij de loop van het Dalemsstroompje, de Bredasebaan en gehucht De Pan zichtbaar zijn.

Daarnaast liepen meerdere handelsroutes door het heidegebied (dat toen ook wel bekend stond als de Hapertsche Heide), die in sommige gevallen elkaar kruisten. Het gehucht had een strategische ligging bij een kruispunt, waarvan een weg van Hoogeloon via Hapert naar Bergeijk en Luyksgestel liep. Deze weg werd volgens de kadastrale kaarten ook wel de Varkensweg genoemd, en was vermoedelijk een handelsweg van Brussel naar ’s-Hertogenbosch. Naast Herberg De Pan bestond er ook nog de nabij gelegen Herberg De Heastert, die gelegen was op de Heesterschedijk, de handelsweg richting Antwerpen. De naam van deze weg is inmiddels gewijzigd in Postelseweg, hij vormt nog altijd de verbinding tussen Eersel en Postel.

### Baron de Cartier de Marchienne

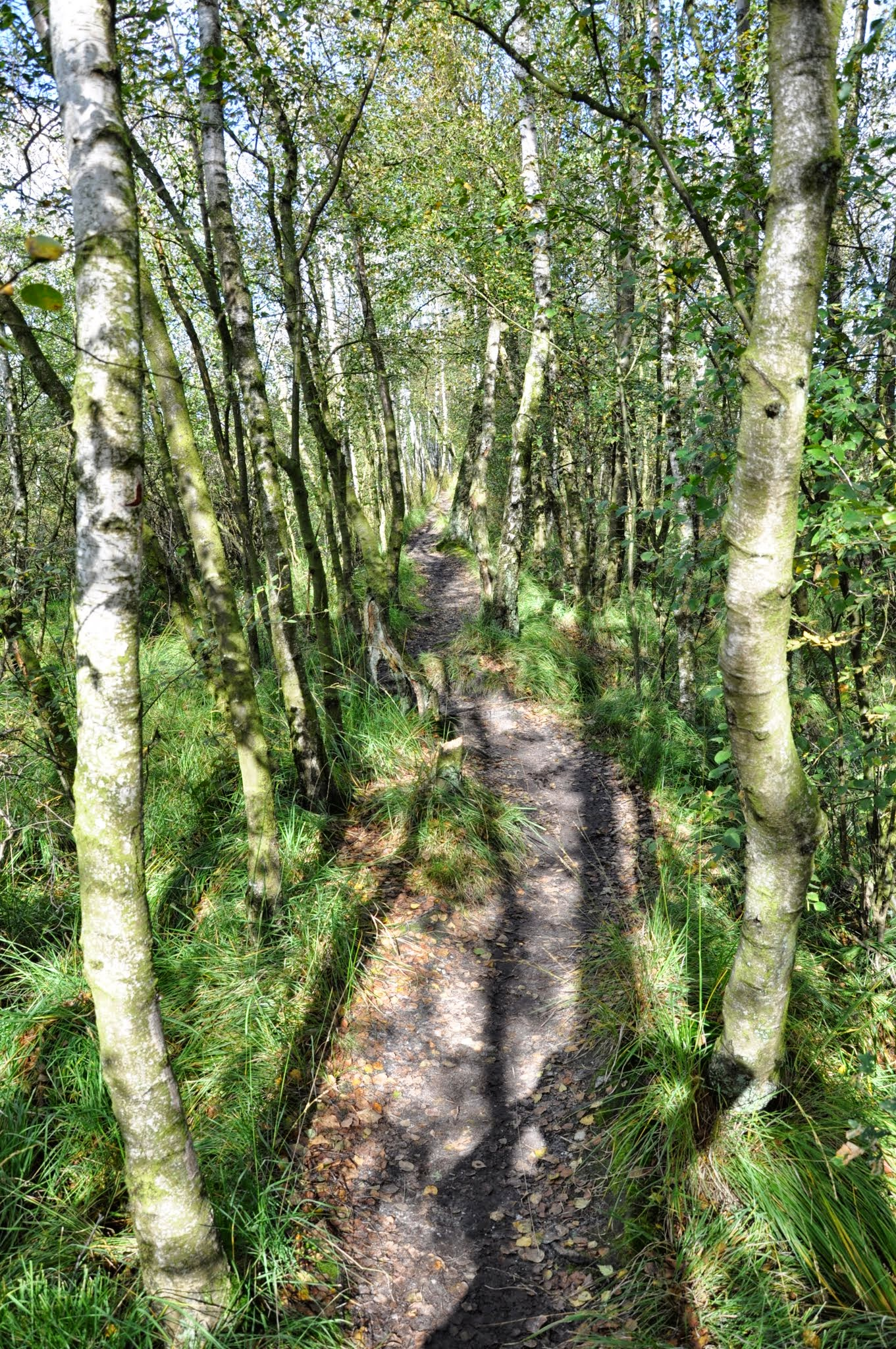
Het Berkenlaantje, die onder andere door de baron werd gebruikt om ongezien de watervogels te naderen.

In 1840 kreeg de voormalige gemeente Hoogeloon, Hapert en Casteren de Hapertsche Heide in beheer. Eind 19e eeuw kocht Baron Emile-Ernest de Cartier de Marchienne het deel ten noorden van de Bredasebaan over van de gemeente. Baron Emile-Ernest de Cartier de Marchienne was als ambassadeur onder andere gestationeerd in China en de Verenigde Staten en nam vaak hoogwaardigheidsbekleders mee naar het Duizelshof in Duizel. Als uitje werd er vaak naar de Cartierheide getrokken om daar te gaan jagen. Baron de Cartier de Marchienne was namelijk naast natuurliefhebber ook een fervent jager. Ergens rond 1910-1920 liet hij hiervoor een vijver maken op de vermoedelijke locatie van Het Groot Pannegoor. De baron de Cartier de Marchienne creëerde uiteindelijk een serie van vijvers waarin het waterpeil te reguleren was. Deze regulatie van het waterpeil was nodig voor de favoriete manier van jacht van de baron, de snippenjacht. De vijver liep in de zomer vol met water doordat het Dalems Stroompje de vijvers binnen stroomde. Als de baron in september met zijn reisgezelschap wilde gaan jagen, werd het waterpeil omlaag gebracht. Hierdoor ontstonden aan de zijkanten van de vijvers slikken waar de snippen op af kwamen om te foerageren. Aan de baron herinnert ook het nog altijd bestaande berkenlaantje, ook wel Pannegoor Passage genoemd, een begroeid dijkje met een beschut pad tussen het water van het ven en de heide geflankeerd door berkenbomen. Van hieruit kon men ongezien op de eenden en andere watervogels in de vennen jagen.
Er werd gesuggereerd dat het verdwijnen van de herberg en het gehucht De Pan als agrarische ontginning gevolg is geweest van beperkte uitbreidingsmogelijkheden, aangezien de omliggende heide in handen was van de baron de Cartier de Marchienne.

### Ontginning van de heide

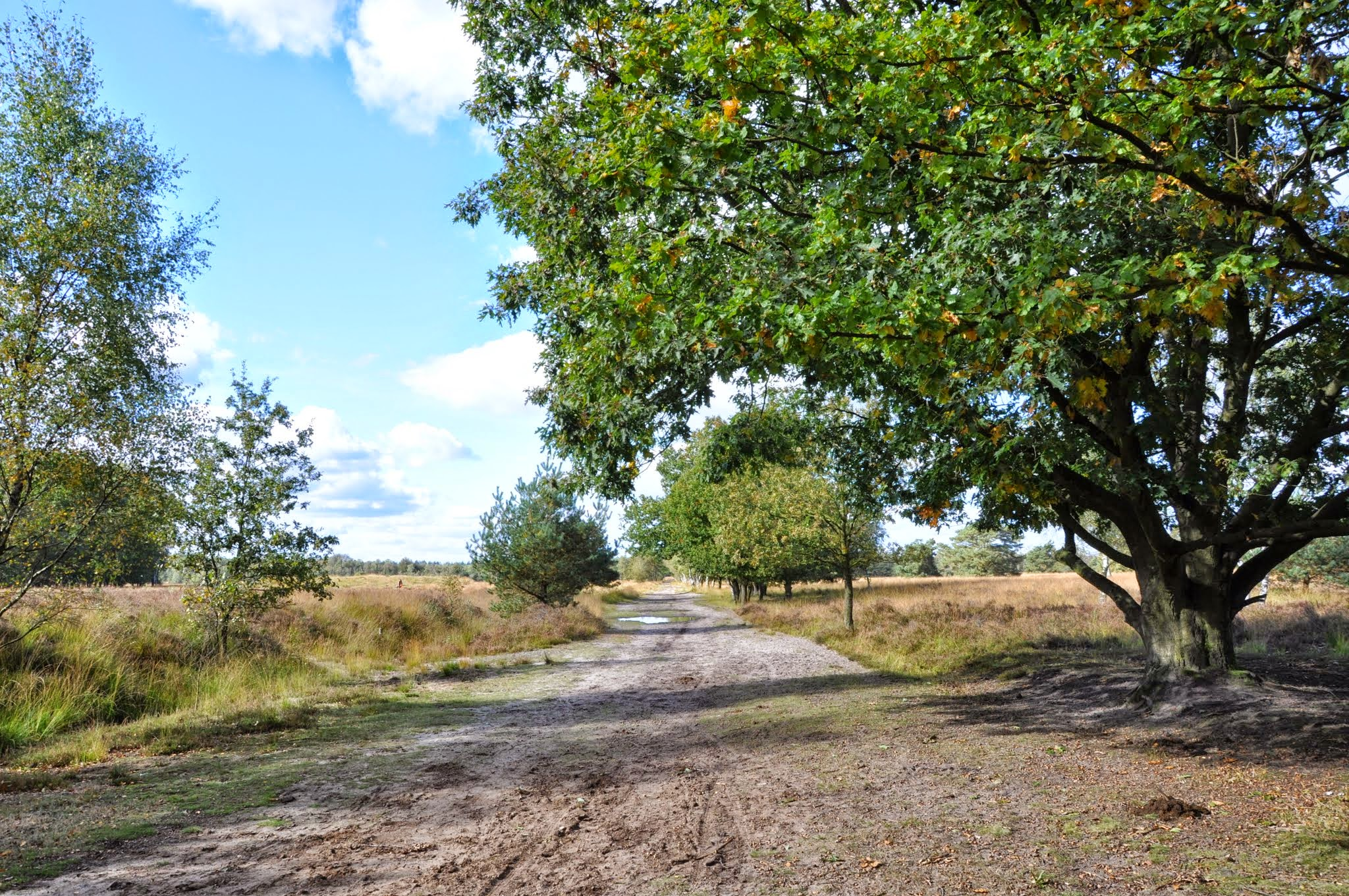
De Bredasebaan, deze loopt nog altijd door het gebied en vormt tevens de scheiding tussen de Hapertse- en de Cartierheide.

Vanaf de jaren 1930 werd besloten om dit heidegebied, zoals vele andere heidegebieden, te gaan bebossen met vooral den, spar en lariks, als leverancier van het benodigde stuthout voor de mijnbouw in Limburg. Door deze ontwikkeling ontstond uiteindelijk Boswachterij Hapert, wat later de huidige Boswachterij De Kempen werd. Mede doordat de baron in 1932 het gebied aan Natuurmonumenten schonk, werd voorkomen dat het gebied ontgonnen werd en wist men het heidegebied ten noorden van de Bredasebaan en het Pannegoor te behouden. Ook het heidegebied ten zuiden van dit zandpad wist men te behouden en heeft nog altijd haar oorspronkelijke naam weten te behouden (Hapertse Heide).  
Rond 1980 is het beheer van de Cartierheide door Natuurmonumenten geïntensiveerd. Hiervoor werd een opzichter aangenomen. In 1999 heeft Natuurmonumenten het beheer overgedragen aan Staatsbosbeheer, dat ook al het beheer had over aangrenzend natuurterrein.

## Flora en fauna
Kenmerkend voor het gebied is de afwisseling tussen droge en natte delen. De Cartierheide bestaat uit een groot aantal vennen en wordt doorkruist door het Dalemstroompje, waarvan de bovenloop in 1994 nog werd hersteld. Het stroompje ontspringt vanaf het Pannegoorven en mondt uit in de Groote Beerze. De variatie van deze natte en droge terreinen in open en gesloten landschappen, maakt de heide tot een belangrijk biotoop voor talloze planten- en diersoorten. 
Op de Cartierheide komt een grote populatie van diverse unieke plantensoorten voor. Bijvoorbeeld de groei van de veenbies en de witte en bruine snavelbies. De groei van het pijpenstrootje en de wilde gagel, wat duidt op de vochtige bodem. Ook de karakteristieke heideplanten als de ronde zonnedauw en klokjesgentiaan komen veelvuldig voor.
Mede door de begrazing van koeien, afkomstig van het Franse ras Bazadaise, uit Bazas in de Gironde, wordt de heide open gehouden. Dit is van belang is voor een groot aantal vogels, waaronder de nachtzwaluw, wulp, roodborsttapuit en de boompieper. Ook de nodige reptielen en amfibieën worden aangetrokken door de heide, zoals de gladde slang, levendbarende hagedis en hazelworm, net als de heikikker.

## Recreatie
De Cartierheide en de rest van het natuurgebied De Kempen zijn tevens een recreatiegebied dat druk bezocht wordt. Zo zijn er diverse wandel- en fietsroutes die deze gebieden aandoen, meerdere picknickplaatsen, een natuurkampeerterrein, een bungalowpark en camping. Ook zijn de nabijgelegen Kempendorpen en zijn omgeving opgenomen in het wandel- en fietsroutenetwerk. Daarnaast is het gebied goed bereikbaar met de auto, zo zijn De Pals in Hapert en de Postelseweg in Eersel twee startlocaties in het gebied met een parkeerplaats.